# فندق برج الفردوس
فندق برج الفردوس هو فندق من سوية أربع نجوم يقع في العاصمة السورية دمشق على بعد 35 دقيقة من مطار دمشق الدولي.
قريب من الأسواق التجارية والمرافق الحكومية، يطل على جبل قاسيون وغوطة دمشق ومعالم الشام القديمة، وبعدد غرف يبلغ 90 غرفة موزعة ما بين غرف مفردة ومزدوجة، وأجنحة، تم تجديده على مرحلتين في عام 2010 وفي عام 2017.

## الخدمات المتوفرة
- الكهرباء والتكييف المركزي مع وجود مولدات كهربائية.
- خدمة إنترنت على مدار الساعة.
- كل غرفة مزودة بشاشة تلفزيون، هاتف، خدمة انترنيت، وماء بارد وساخن على مدار الساعة.
- خدمة ركن السيارات.
- خدمات المصبغة.

## التسهيلات والمرافق
يقدم الفندق تسهيلات مختصة للاجتماعات بقاعات متعددة السعة: قاعة أولى تتسع لـ 25 شخص، وقاعة ثانية تتسع لـ 120 شخص، وقاعة ثالثة تتسع لـ 160 شخص.
وخدمات مختصة بتعهد الأطعمة، وإعداد وإدارة الاجتماعات.
بالإضافة إلى عدة مرافق خدمية وترفيهية:
- Piano lobby Bar
- The Jazz Bar
- أوريغانو نيكولز بيسترو
- قهوة التيراس
- Thirteen & Co Rooftop bar

## العنوان والتواصل
مدينة دمشق منطقة الصالحية - شارع الفردوس - مقابل مدرسة جودت الهاشمي
أرقام الهاتف: 2232101-2232103-2232100 رمز سورية ودمشق (+963-11)
الموقع الإلكتروني: www.fardosstower.com
فيسبوك https://www.facebook.com/FTHOTEL/